# Piscine Hélios
Le piscine Hélios est un bâtiment public de la ville de Charleroi située en rue de Montigny à Charleroi (Belgique). Il a été construit entre le 1970 et le 1976 par l'architecte Jean Yernaux. La piscine est conçue et construite à proximité de la crèche Hélios et du petit ring.

## Histoire
La construction de la piscine Hélios, conçue par l'architecte Jean Yernaux, a été décidée par le conseil municipal de Charleroi le 12 mars 1970. À l'origine, il était prévu de construire un bassin de seulement 25 mètres, mais la ville a ensuite décidé d'en construire un de taille olympique.
Après trente ans de service, la piscine a dû être arrêtée en 2007 en raison de problèmes de machinerie et de sécurité qui se présentaient depuis quelques années,. Initialement, la rénovation devait durer deux ans, mais en raison de circonstances et de coûts imprévus, les travaux se poursuivront jusqu'en 2013. Le coût total s'élèvera à 12 000 000 €. La rénovation a modifié de nombreux éléments d'origine. Il s'agit notamment de la suppression du trampoline, du toboggan et de l'ajout de 250 m2 de panneaux solaires sur le toit.
L'Hélios ne sera jamais une piscine olympique, car il ne dispose pas de 10 couloirs, d'un bassin d'échauffement et d'un autre plus petit d'une profondeur minimale de 1,2 mètre,.

## Architecture
Le bâtiment est situé près du viaduc autoroutier et de la crèche Hélios, tous deux construits à la même époque par l'architecte et urbaniste Jean Yernaux. Avant la rénovation de 2013, la piscine avait une esthétique brutaliste plus prononcée, caractérisée par des formes nettes et du béton nu. Sa masse était accentuée par ses angles courbes et le vide défini par les parties transparentes. L'espace du bassin est en double hauteur, ce qui lui permet de déterminer une relation visuelle continue avec les autres espaces. Au sud-est, elle s'ouvre sur un jardin qui, grâce à la végétation, conserve son intimité. La structure des tribunes et des vestiaires est suspendue et permet de libérer l'espace pour les douches des colonnes structurelles. Les ouvertures verticales ont été étudiées pour déterminer une relation visuelle avec le petit ring de Charleroi.

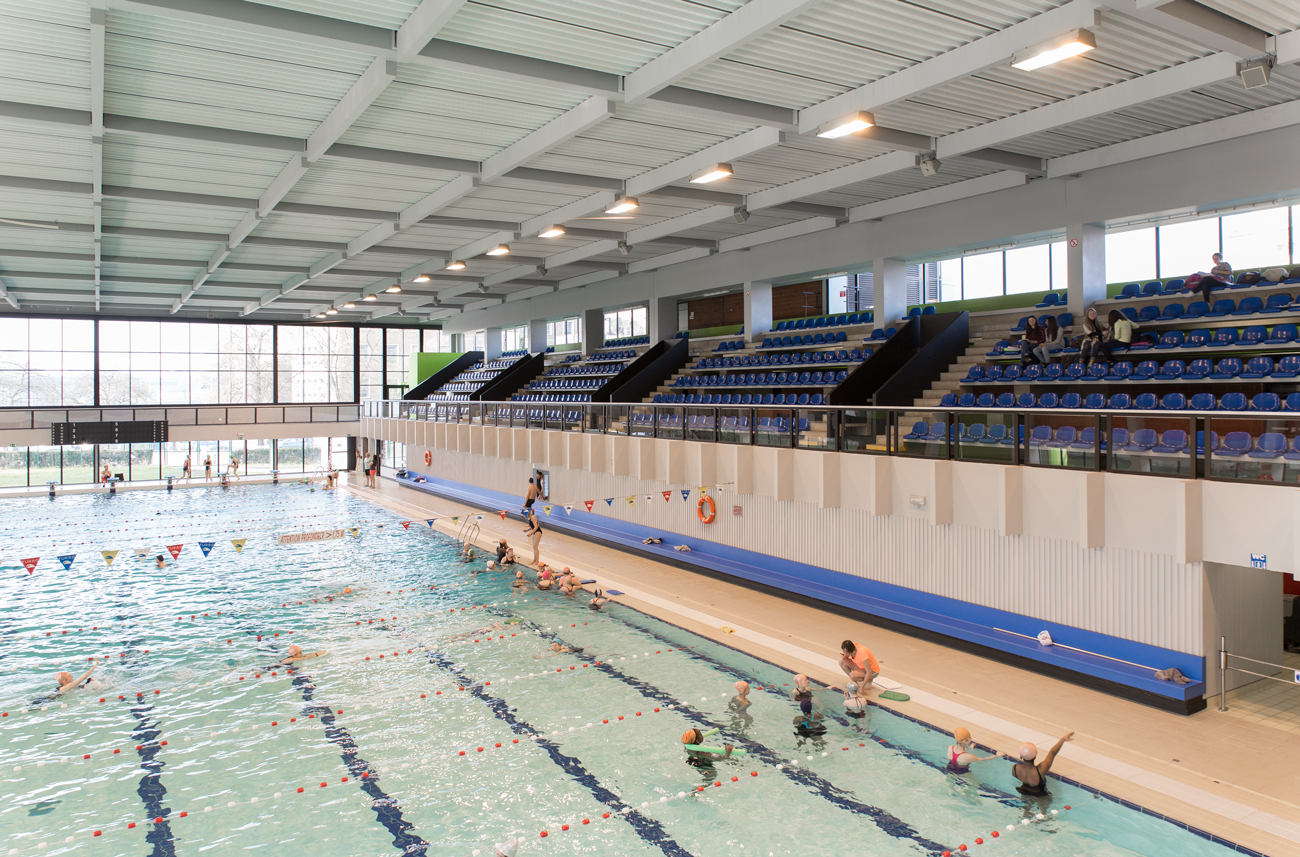
Vue intérieure (2016)
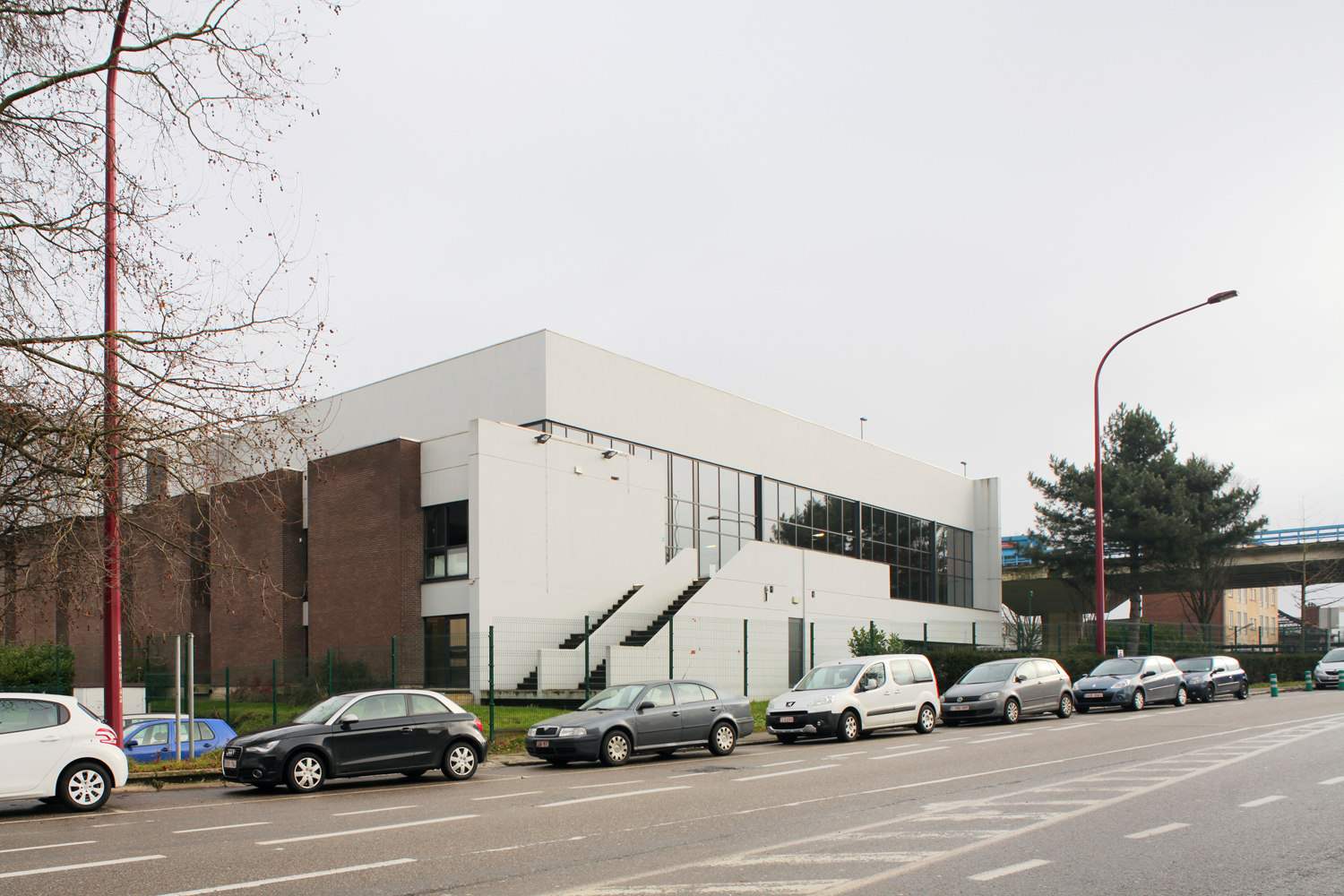
Façade côté boulevard Joseph Tirou (2015)
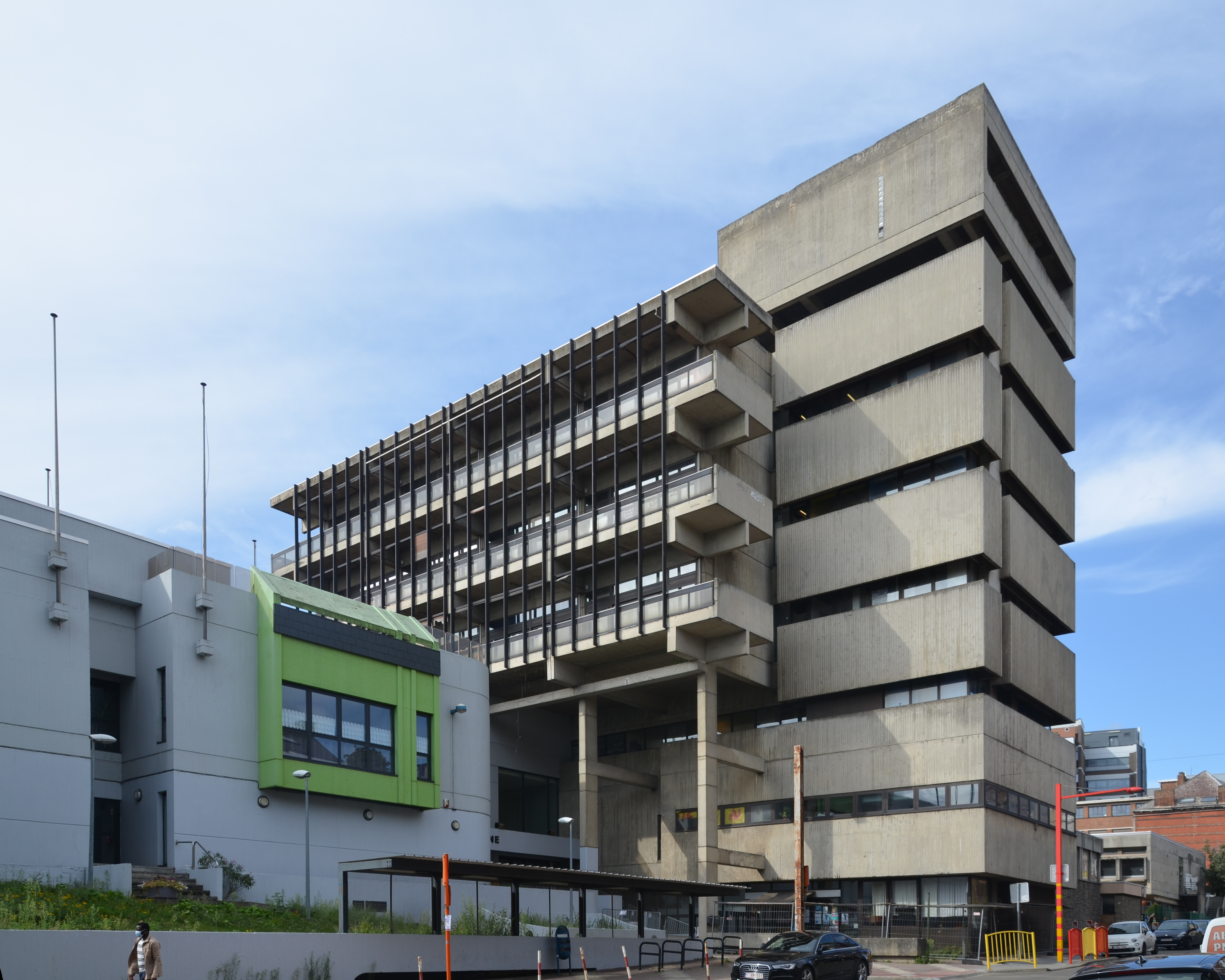
Vue de la piscine et de la crèche (2020)